# Mount Vernon (Ohio)
Mount Vernon és una població dels Estats Units a l'estat d'Ohio. Segons el cens del 2000 tenia 14.375 habitants.

## Demografia
Segons el cens del 2000, Mount Vernon tenia 14.375 habitants, 6.187 habitatges, i 3.730 famílies. La densitat de població era de 660,7 habitants per km².
Dels 6.187 habitatges en un 28% hi vivien nens de menys de 18 anys, en un 43,8% hi vivien parelles casades, en un 12,7% dones solteres, i en un 39,7% no eren unitats familiars. En el 34,2% dels habitatges hi vivien persones soles el 16,1% de les quals corresponia a persones de 65 anys o més que vivien soles. El nombre mitjà de persones vivint en cada habitatge era de 2,25 i el nombre mitjà de persones que vivien en cada família era de 2,88.
Per edats la població es repartia de la següent manera: un 23,7% tenia menys de 18 anys, un 10,1% entre 18 i 24, un 27,2% entre 25 i 44, un 20,7% de 45 a 60 i un 18,3% 65 anys o més.
L'edat mediana era de 37 anys. Per cada 100 dones de 18 o més anys hi havia 81,3 homes.
La renda mediana per habitatge era de 29.801 $ i la renda mediana per família de 38.217 $. Els homes tenien una renda mediana de 31.900 $ mentre que les dones 21.969 $. La renda per capita de la població era de 16.471 $. Aproximadament el 12,7% de les famílies i el 15,6% de la població estaven per davall del llindar de pobresa.

## Poblacions més properes
El següent diagrama mostra les poblacions més properes.